# День Першого Президента Республіки Казахстан
День Першого Президента Республіки Казахстан — державне свято Республіки Казахстан, відзначається 1 грудня. Цей день в республіці є неробочим.

## Історія свята
1 грудня 1991 року в результаті перших всенародних виборів Нурсултан Назарбаєв був переобраний на пост президента Казахської РСР. Він набрав 98,7 % голосів. 10 грудня президент підписав закон про перейменування Казахської РСР в Республіку Казахстан. 16 грудня 1991 року Верховна Рада Казахстану прийняла закон про незалежність і державний суверенітет Казахстану.
14 грудня 2011 року в знак визнання заслуг Нурсултана Назарбаєва сенат парламенту Республіки Казахстан прийняв закон «Про внесення доповнення до закону РК „Про свята в Республіці Казахстан“». Відповідно до документа, 1 грудня був оголошений Днем першого президента. Таким чином, це свято відзначають в країні з 2012 року. В цей день у всіх регіонах країни, містах Астана і Алмати відбуваються святкові і урочисті заходи.

## Вшанування Нурсултана Назарбаєва

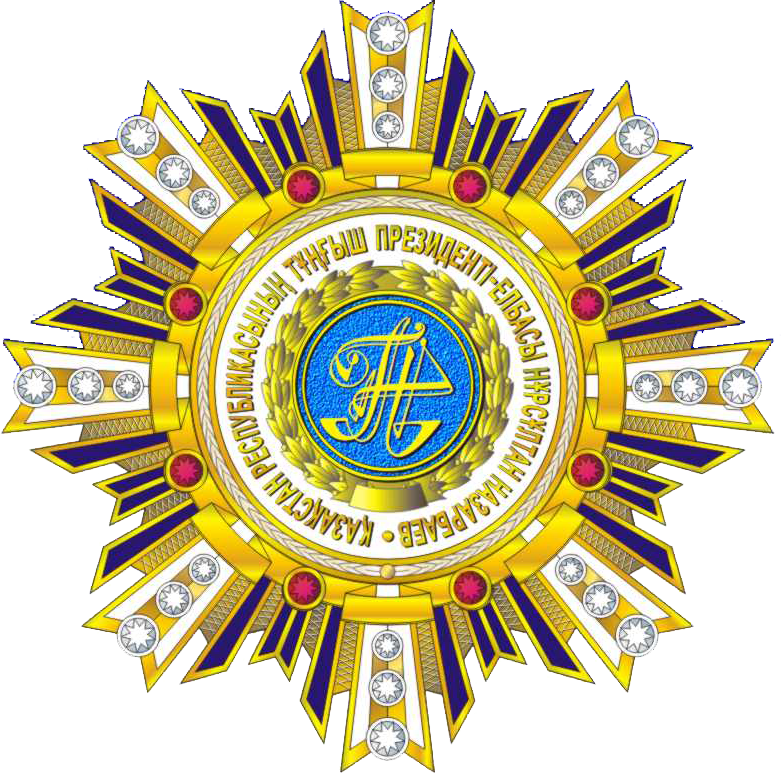
Орден Назарбаєва

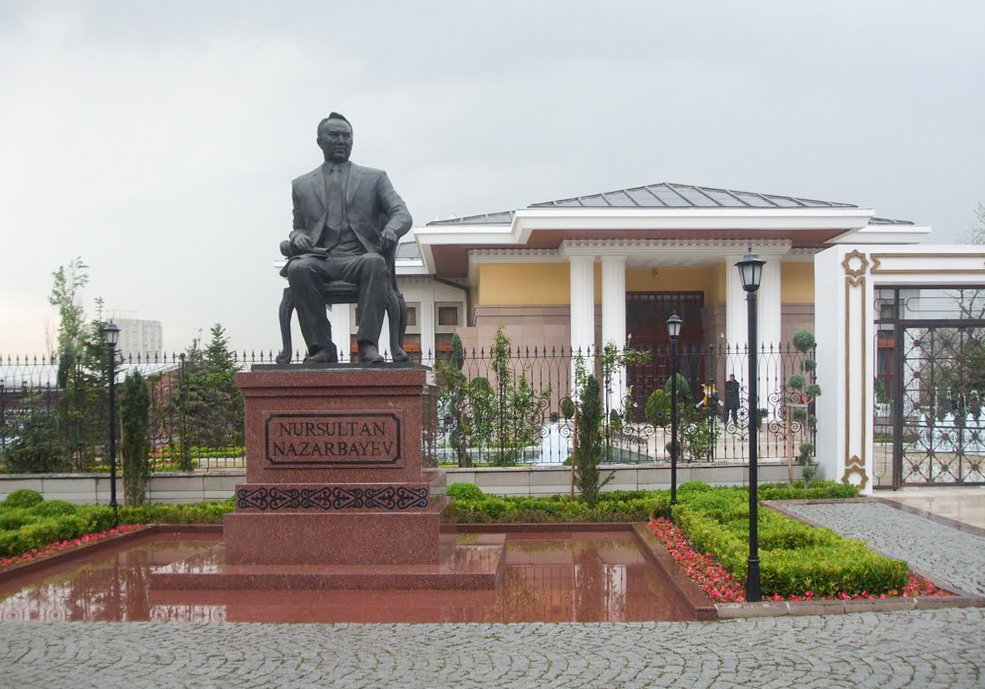
Пам'ятник першому президенту Казахстану в Анкарі

Нурсултан Назарбаєв є рекордсменом за тривалістю перебування при владі на пострадянському просторі. Він є лідером Казахстану з 22 червня 1989 року, з часу призначення на посаду першого секретаря ЦК КП Казахстану, по теперішній час — 35 років, 9 місяців, 3 дні.
12 травня 2010 року депутати Мажилісу — нижньої палати парламенту Казахстану одноголосно прийняли поправки в пакет законопроектів, що наділяють президента Назарбаєва статусом «Лідер нації» (каз. Єлбаси). 2 січня 2012 закон був доповнений положенням, що Перший Президент Республіки Казахстан — Лідер Нації за своїм статусом має звання («Народний герой» (каз. Халиқ қаһармани) з врученням знаку особливої відзнаки — Золотої зірки і ордену «Отан». Ці закони не були підписані Президентом Республіки Казахстан, але відповідно до статті 19 Конституційного закону «Про Парламенті Республіки Казахстан і статус його депутатів» закон, який президент не повернув у парламент, вважається підписаним, у зв'язку з чим набув чинності і введений в дію.
Прижиттєві пам'ятники Нурсултану Назарбаєву знаходяться в Алмати, Чолпон-Аті, Астані, Дніпродзержинську та в Анкарі. Його ім'я носять вулиці в Йорданії, Туреччини, Інгушетії, Чечні, а також парк в Актобе, сорт тюльпанів, орден і аеропорт в Астані.